# Gefecht im Obertoggenburg
Etzel · Pfäffikon · Grüningen I · Freienbach · Blickensdorf · Hirzel · Bremgarten · Regensberg · Grüningen II · St. Jakob an der Sihl · Greifensee · St. Jakob an der Birs · Erlenbach I · Koblach · Sargans · Wil · Kirchberg · Wolfhalden · Obertoggenburg · Wigoltingen · Erlenbach II · Männedorf · Wollerau · Ragaz
Das Gefecht im Obertoggenburg war ein militärischer Konflikt, der am 24. August 1445 im Verlaufe des Alten Zürichkriegs im oberen Toggenburg in der Schweiz ausgetragen wurde.
Die Gegner waren auf der einen Seite Truppen von Freiherr Petermann von Raron, der als Herr von Toggenburg auf der Seite der eidgenössischen Orte stand, und auf der anderen Seite Truppen der Habsburger, vornehmlich der Grafen von Werdenberg-Sargans.

## Vorgeschichte
Die Grafschaft Toggenburg, deren Landleute im Dezember 1436 ins Landrecht der eidgenössischen Orte Schwyz und Glarus traten, wurde seit dem 14. November 1437 von Petermann von Raron regiert. Dieser trat am 15. März 1440 selbst ins Landrecht der beiden Orte und am 2. November 1440 offiziell auf der Seite der eidgenössischen Orte in den Krieg ein. Durch den Kriegseintritt des Zugewandten Ortes Appenzell am 30. April 1444, die Kriegseintritte des Grafen Heinrich II. von Werdenberg-Sargans († ca. 1447) und des Feldkircher Vogts Wolfhart V. von Brandis am 30. November 1444, und die daraus resultierenden Kämpfe im St. Galler Rheintal (→Gefecht bei Koblach) und im Sarganserland (→Belagerung von Sargans) verlagerte sich das Kriegsgeschehen zunehmend vom zürcherischen Raum in die heutige Ostschweiz.
Am 11. Juni 1445 erfolgten zwei grössere Vorstösse der österreichischen Seite gegen Appenzell und Toggenburg, die im Gefecht bei Kirchberg und der Schlacht bei Wolfhalden von letzteren abgewehrt wurden. Im August liess Graf Wilhelm von Werdenberg–Sargans, Hauptmann von Walenstadt, einen Fussweg über die Felsen des Chäserrugg zu den über der Quelle der Thur gelegenen Alpen im oberen Toggenburg (bei der heutige Gemeinde Wildhaus-Alt St. Johann) anlegen, um diese von Süden her zugänglich zu machen.

## Verlauf
Am 24. August 1445 erfolgte auf dem neu erbauten Weg der Vorstoss eines Kontingents, das aus Kriegsvolk vor allem des Werdenbergers, aus Feldkirch, Walenstadt und Sargans bestand, um einen Viehraub durchzuführen. Auf die Nachricht des feindlichen Anmarsches hin eilten die alarmierten Toggenburger herbei, um diesen Einfall abzuwehren. Der genaue Ablauf des Gefechts auf der Höhe des Voralpsees ist unklar, doch gelang es Graf Wilhelm dabei, auf der Alp Sellamatt ob Alt St. Johann über 600 Stück Vieh zu rauben. Die eigenen Verluste beliefen sich auf 11, die der Toggenburger auf 18 Gefallenen.

## Folgen
Das Gefecht selbst blieb Episode. Im Gegenzug gelang es den Toggenburgern in der Folge, zusammen mit Leuten aus Wil auf dem neu angelegten Fussweg einen Raubzug in den Alpen ob Walenstadt durchzuführen, bei dem den Toggenburgern 80 Stück Vieh in die Hände fiel. Im Grenzgebiet des Toggenburgs zur Grafschaft Sargans gab es bis zum Kriegsende keine grösseren Vorkommnisse mehr. Im September 1445 folgte ein grösserer Plünderungszug von Seite der Eidgenossen von Pfäffikon aus tief in den Thurgau hinein, bei dem sich 300 Toggenburger mit der Besatzung von Wil anschlossen (→Gefecht bei Wigoltingen). Ende Dezember 1445 eroberten die Appenzeller das Städtchen Rheineck sowie die Vogtei Rheintal und schoben damit die eidgenössisch-österreichische Grenze de facto bis an den Rhein vor. Den Scharmützeln, die am 6. März 1446 in der Schlacht bei Ragaz gipfelten, blieben die Toggenburger aus unbekannten Gründen fern. Eines der letzten kriegerischen Unternehmen im Alten Zürichkrieg war am 23. Mai eine halbherzig durchgeführte österreichische Aktion gegen das untere Toggenburg, das den Markt von Lichtensteig hätten schädigen sollen. Zwei Tage später erfolgte am 25. Mai noch ein Viehraub in der Gegend von Kirchberg. Der Waffenstillstand vom 12. Juni 1446 beendete die Kampfhandlungen und damit den Alten Zürichkrieg de facto, obschon die Friedensverhandlungen noch weitere vier Jahre andauerten.